# Zebra de munte
Zebra de munte (Equus zebra) este o zebră care are 2 subspecii: Equus zebra zebra și Equus zebra hartmannae.